# 이경훈 (골프 선수)
이경훈(1991년 8월 24일~)은 대한민국의 골프 선수이다. CJ 소속으로 활동하고 있다.